# كين بروس
كين بروس (بالإنجليزية: Ken Bruce)‏ هو مقدم برامج إذاعية ومخرج بريطاني، ولد في 2 فبراير 1951 في غلاسكو في المملكة المتحدة.

## وصلات خارجية
- كين بروس على موقع IMDb (الإنجليزية)
- كين بروس على موقع ميوزك برينز (الإنجليزية)
- كين بروس على موقع ديسكوغز (الإنجليزية)